# Porochista Khakpour
Porochista Khakpour (17 de junio de 1978) es una novelista y ensayista iraní estadounidense.

## Biografía
Nacida en Teherán, Irán, Khakpour se crio en South Pasadena y en Los Ángeles, y se graduó en South Pasadena High School. Khakpour asistió al Sarah Lawrence College en Nueva York para obtener su licenciatura, con especialización en Escritura Creativa y Literatura. Recibió su maestría de la Universidad Johns Hopkins y los seminarios de escritura de Johns Hopkins. Después de recibir su maestría, fue profesora y becaria Eliot Coleman en la Universidad Johns Hopkins.

## Carrera profesional
Su primera novela, Sons and Other Flammable Objects, se publicó en septiembre de 2007. Se ha entendido la obra como una respuesta y reescritura de El búho ciego de Sadegh Hedayat.
Ha publicado numerosos ensayos en periódicos y revistas, entre ellas The New York Times, Guernica, Los Angeles Times, CNN, The Paris Review Daily, Slate, Elle, The Guardian y The Wall Street Journal.
Su segunda novela, The Last Illusion, se publicó el 13 de mayo de 2014.
Khakpour ha trabajado en la Universidad de Hofstra como profesora adjunta y en el Colegio de Santa Fe. También fue profesora asistente visitante en la Universidad de Bucknell y profesora invitada de literatura Picador en la Universidad de Leipzig. También ha sido escritora visitante en la Universidad de Wesleyan y en la Universidad de Northwestern.
En 2018, publicó Sick, una "memoria sobre enfermedades crónicas, diagnósticos erróneos, adicciones y el mito de la recuperación total". La revista Week seleccionó las memorias como 'Libro de la semana' en junio de 2018.
En 2019, Amazon Original Stories publicó Parsnips in Love, que se convirtió en el cuento más vendido de su serie. 
En 2020, Khakpour publicó una colección de ensayos titulada Brown Album: Essays on Exile and Identity de Penguin Random House as a Vintage Original.

## Premios y distinciones
Khakpour recibió la beca de literatura en escritura creativa (prosa) del National Endowment for the Arts (NEA) de 2012. Khakpour también ha recibido becas de la Conferencia de Escritores de Sewanee, la Universidad de Northwestern, el Centro de Artes Creativas de Virginia, la Fundación Ucross, Yaddo y Djerassi. Su trabajo también ha sido nominado para un premio Pushcart .
La primera novela de Khakpour, Sons and Other Flammable Objects (Grove/Atlantic 2007) también ganó el 77.º premio anual "Primera ficción" del California Book Award . La novela también fue elegida por el editor del New York Times e incluida en la lista "Lo mejor del otoño" del Chicago Tribune en 2007. La novela también fue preseleccionada para el Premio Internacional de Escritura William Saroyan y preseleccionada para el Premio Dylan Thomas 2008 .
Formó parte del jurado del Premio PEN/Saul Bellow al Logro en Ficción Estadounidense 2018.

## Obras
- Sons and other flammable objects, New York Grove Press 2007.ISBN 9780802118530 ,OCLC 836838639[15]
- The last ilussion, Londres : Bloomsbury, 2016.ISBN 9781408858592 ,OCLC 990147921
- Sick: a life of lyme, love, illness, and addiction Nueva York: Harper Collins, 2017.ISBN 9780062428738 ,OCLC 972254441[16]
- Frontier (por Can Xue ), Carta Abierta, 2017. Introducción de Porochista Khakpour.ISBN 978-1940953540
- The Good Immigrant USA : 26 escritores reflexionan sobre Estados Unidos, editores: Nikesh Shukla y Chimene Suleyman, Dialogue Books, 2019.ISBN 9780349700373.
- Parsnips in Love, Amazon Original, 2019.
- Brown Album, Nueva York: Vintage, 2020.ISBN 9780525564713